# Phase de groupes de la Ligue des champions féminine de l'EHF 2020-2021
Navigation
2019-2020 2021-2022
Cet article détaille les matchs de la phase de groupes de la Ligue des champions féminine de l'EHF 2020-2021 organisée par la Fédération européenne de handball.

## Groupe A

### Classement
|   | Équipe              | Pts | J  | G  | N | P  | Bp  | Bc  | Diff |  | Résultats (dom.\ext.) |       |       |       |       |       |       |       |       |
| - | ------------------- | --- | -- | -- | - | -- | --- | --- | ---- |  | --------------------- | ----- | ----- | ----- | ----- | ----- | ----- | ----- | ----- |
| 1 | Rostov-Don          | 21  | 14 | 10 | 1 | 3  | 331 | 308 | 23   |  | Rostov-Don            |       | 30-26 | 0-10  | 26-24 | 10-0  | 28-24 | 23-23 | 27-21 |
| 2 | Metz Handball       | 20  | 14 | 10 | 0 | 4  | 389 | 354 | 35   |  | Metz Handball         | 27-26 |       | 25-22 | 30-29 | 28-29 | 31-29 | 33-27 | 36-27 |
| 3 | CSM Bucarest        | 17  | 14 | 8  | 1 | 5  | 331 | 309 | 22   |  | CSM Bucarest          | 22-27 | 31-26 |       | 25-19 | 22-29 | 28-26 | 22-22 | 10-0  |
| 4 | Ferencváros TC      | 16  | 14 | 8  | 0 | 6  | 386 | 378 | 8    |  | Ferencváros TC        | 25-26 | 32-30 | 31-27 |       | 30-28 | 24-28 | 32-25 | 24-35 |
| 5 | Vipers Kristiansand | 16  | 14 | 7  | 2 | 5  | 327 | 320 | 7    |  | Vipers Kristiansand   | 23-24 | 0-10  | 30-25 | 26-31 |       | 28-28 | 37-30 | 10-0  |
| 6 | Team Esbjerg        | 12  | 14 | 5  | 2 | 7  | 374 | 351 | 23   |  | Team Esbjerg          | 24-25 | 25-28 | 29-30 | 21-24 | 27-27 |       | 33-23 | 37-29 |
| 7 | RK Krim             | 7   | 14 | 2  | 3 | 9  | 325 | 375 | -50  |  | RK Krim               | 28-27 | 22-26 | 23-25 | 26-32 | 26-27 | 0-10  |       | 28-26 |
| 8 | SG BBM Bietigheim   | 3   | 14 | 1  | 1 | 12 | 318 | 386 | -68  |  | SG BBM Bietigheim     | 31-32 | 25-33 | 22-32 | 25-29 | 29-33 | 26-33 | 22-22 |       |

Légende
- Directement qualifié pour les quarts de finale
- Qualifié pour les huitièmes de finale
- Éliminé

### Journée 1
| 12 septembre 2020 18h00 | Ferencváros TC | 25 - 26   | Rostov-Don      | Érd Aréna (hu), Érd Affluence : 800 Arbitrage : Michal Baďura et Jaroslav Ondogrecula |
| 12 septembre 2020 18h00 | K. Klujber 7   | (12 - 16) | A. Viakhireva 6 | Érd Aréna (hu), Érd Affluence : 800 Arbitrage : Michal Baďura et Jaroslav Ondogrecula |
| 12 septembre 2020 18h00 | ×2 ×3          | Rapport   | ×1 ×4           | Érd Aréna (hu), Érd Affluence : 800 Arbitrage : Michal Baďura et Jaroslav Ondogrecula |

| 12 septembre 2020 18h00 | RK Krim          | 26 - 27  | Vipers Kristiansand | Arena Stožice, Ljubljana Affluence : 0 Arbitrage : Denis Bolic et Christoph Hurich |
| 12 septembre 2020 18h00 | S. Vieira (en) 8 | (9 - 14) | H. Løke 9           | Arena Stožice, Ljubljana Affluence : 0 Arbitrage : Denis Bolic et Christoph Hurich |
| 12 septembre 2020 18h00 | ×1 ×5            | Rapport  | ×1 ×4               | Arena Stožice, Ljubljana Affluence : 0 Arbitrage : Denis Bolic et Christoph Hurich |

| 13 septembre 2020 14h00 | SG BBM Bietigheim | 26 - 33   | Team Esbjerg  | Arena Ludwigsburg, Louisbourg Affluence : 350 Arbitrage : Matan Lindenbaum et Dor Laron |
| 13 septembre 2020 14h00 | J. Maidhof (de) 5 | (12 - 19) | M. Jacobsen 8 | Arena Ludwigsburg, Louisbourg Affluence : 350 Arbitrage : Matan Lindenbaum et Dor Laron |
| 13 septembre 2020 14h00 | ×2                | Rapport   | ×2 ×1         | Arena Ludwigsburg, Louisbourg Affluence : 350 Arbitrage : Matan Lindenbaum et Dor Laron |

| 13 septembre 2020 16h00 | CSM Bucarest | 31 - 26   | Metz Handball             | Bucarest Affluence : 0 Arbitrage : Dalibor Jurinović et Marko Mrvica |
| 13 septembre 2020 16h00 | C. Neagu 12  | (17 - 10) | O. Perederiy, T. Stanko 4 | Bucarest Affluence : 0 Arbitrage : Dalibor Jurinović et Marko Mrvica |
| 13 septembre 2020 16h00 | ×3 ×5        | Rapport   | ×2 ×3                     | Bucarest Affluence : 0 Arbitrage : Dalibor Jurinović et Marko Mrvica |

### Journée 2
| 19 septembre 2020 16h00 | Rostov-Don       | 23 - 23   | RK Krim          | Dvorets sporta (en), Rostov-sur-le-Don Affluence : 1 400 Arbitrage : Dzmitry Nabokau et Siarhei Kulik |
| 19 septembre 2020 16h00 | A. Viakhireva 10 | (12 - 14) | S. Vieira (en) 9 | Dvorets sporta (en), Rostov-sur-le-Don Affluence : 1 400 Arbitrage : Dzmitry Nabokau et Siarhei Kulik |
| 19 septembre 2020 16h00 | ×2               | Rapport   | ×4 ×3            | Dvorets sporta (en), Rostov-sur-le-Don Affluence : 1 400 Arbitrage : Dzmitry Nabokau et Siarhei Kulik |

| 20 septembre 2020 14h00 | Metz Handball   | 36 - 27  | SG BBM Bietigheim | Palais omnisports Les Arènes, Metz Affluence : 2 352 Arbitrage : Marta et Vânia Sá |
| 20 septembre 2020 14h00 | O. Perederiy 11 | (18 - 8) | J. Maidhof (de) 8 | Palais omnisports Les Arènes, Metz Affluence : 2 352 Arbitrage : Marta et Vânia Sá |
| 20 septembre 2020 14h00 | ×2 ×5           | Rapport  | ×1 ×2             | Palais omnisports Les Arènes, Metz Affluence : 2 352 Arbitrage : Marta et Vânia Sá |

| 20 septembre 2020 14h00 | Team Esbjerg | 29 - 30   | CSM Bucarest | Blue Water Dokken (en), Esbjerg Affluence : 450 Arbitrage : Paul et Ruud Geraets |
| 20 septembre 2020 14h00 | S. Frey 7    | (15 - 17) | C. Neagu 10  | Blue Water Dokken (en), Esbjerg Affluence : 450 Arbitrage : Paul et Ruud Geraets |
| 20 septembre 2020 14h00 | ×1 ×2        | Rapport   | ×2 ×3        | Blue Water Dokken (en), Esbjerg Affluence : 450 Arbitrage : Paul et Ruud Geraets |

| 8 février 2021 17h30 | Vipers Kristiansand | 26 - 31   | Ferencváros TC | Elek Gyula Aréna (en), Budapest Affluence : 0 Arbitrage : Aleksandar Pandžić et Ivan Mošorinski |
| 8 février 2021 17h30 | H. Reistad 6        | (11 - 15) | A. Kovacsics 8 | Elek Gyula Aréna (en), Budapest Affluence : 0 Arbitrage : Aleksandar Pandžić et Ivan Mošorinski |
| 8 février 2021 17h30 | ×3 ×5               | Rapport   | ×2             | Elek Gyula Aréna (en), Budapest Affluence : 0 Arbitrage : Aleksandar Pandžić et Ivan Mošorinski |

### Journée 3
| 26 septembre 2020 18h00 | SG BBM Bietigheim   | 29 - 33   | Vipers Kristiansand | Arena Ludwigsburg, Louisbourg Affluence : 420 Arbitrage : Arthur Brunner et Morad Salah |
| 26 septembre 2020 18h00 | A. Lauenroth (en) 8 | (14 - 15) | N. Mørk 9           | Arena Ludwigsburg, Louisbourg Affluence : 420 Arbitrage : Arthur Brunner et Morad Salah |
| 26 septembre 2020 18h00 | ×1                  | Rapport   | ×1 ×4 ×1            | Arena Ludwigsburg, Louisbourg Affluence : 420 Arbitrage : Arthur Brunner et Morad Salah |

| 19 novembre 2020 17h00 | CSM Bucarest | 22 - 27   | Rostov-Don      | Bucarest Affluence : 0 Arbitrage : Michalis Tzaferopoulos et Andreas Bethmann |
| 19 novembre 2020 17h00 | C. Neagu 11  | (10 - 16) | A. Viakhireva 6 | Bucarest Affluence : 0 Arbitrage : Michalis Tzaferopoulos et Andreas Bethmann |
| 19 novembre 2020 17h00 | ×2 ×4 ×1     | Rapport   | ×2 ×3           | Bucarest Affluence : 0 Arbitrage : Michalis Tzaferopoulos et Andreas Bethmann |

| 20 janvier 2021 18h45 | Ferencváros TC   | 32 - 30   | Metz Handball | Elek Gyula Aréna (en), Budapest Affluence : 0 Arbitrage : Denis Bolic et Christoph Hurich |
| 20 janvier 2021 18h45 | Z. Szucsánszki 7 | (18 - 15) | M. Nocandy 8  | Elek Gyula Aréna (en), Budapest Affluence : 0 Arbitrage : Denis Bolic et Christoph Hurich |
| 20 janvier 2021 18h45 | ×3 ×7            | Rapport   | ×1 ×6         | Elek Gyula Aréna (en), Budapest Affluence : 0 Arbitrage : Denis Bolic et Christoph Hurich |

| 10 février 2021 | RK Krim | 0 - 10 | Team Esbjerg |  |

### Journée 4
| 10 octobre 2020 16h00 | Metz Handball | 33 - 27   | RK Krim                                 | Palais omnisports Les Arènes, Metz Affluence : 2 648 Arbitrage : Ioanna Christidi et Ioanna Papamattheou |
| 10 octobre 2020 16h00 | T. Stanko 8   | (19 - 11) | O. Sercien-Ugolin, M. Pletikosić (en) 6 | Palais omnisports Les Arènes, Metz Affluence : 2 648 Arbitrage : Ioanna Christidi et Ioanna Papamattheou |
| 10 octobre 2020 16h00 | ×2 ×4         | Rapport   | ×3                                      | Palais omnisports Les Arènes, Metz Affluence : 2 648 Arbitrage : Ioanna Christidi et Ioanna Papamattheou |

| 10 octobre 2020 18h00 | Vipers Kristiansand | 30 - 25   | CSM Bucarest            | Aquarama Kristiansand (en), Kristiansand Affluence : 200 Arbitrage : Zigmārs Sondors et Renārs Līcis |
| 10 octobre 2020 18h00 | E. Arntzen 6        | (14 - 12) | B. Lazović, C. Pintea 7 | Aquarama Kristiansand (en), Kristiansand Affluence : 200 Arbitrage : Zigmārs Sondors et Renārs Līcis |
| 10 octobre 2020 18h00 | ×2 ×3               | Rapport   | ×3 ×7                   | Aquarama Kristiansand (en), Kristiansand Affluence : 200 Arbitrage : Zigmārs Sondors et Renārs Līcis |

| 11 octobre 2020 14h00 | Team Esbjerg | 21 - 24  | Ferencváros TC | Blue Water Dokken (en), Esbjerg Affluence : 450 Arbitrage : Francesco Simone et Pietro Monitillo |
| 11 octobre 2020 14h00 | 6 joueuses 3 | (13 - 9) | A. Kovacsics 6 | Blue Water Dokken (en), Esbjerg Affluence : 450 Arbitrage : Francesco Simone et Pietro Monitillo |
| 11 octobre 2020 14h00 | ×2           | Rapport  | ×1 ×4          | Blue Water Dokken (en), Esbjerg Affluence : 450 Arbitrage : Francesco Simone et Pietro Monitillo |

| 11 octobre 2020 14h00 | SG BBM Bietigheim   | 31 - 32   | Rostov-Don | Arena Ludwigsburg, Louisbourg Affluence : 0 Arbitrage : Yann Carmaux et Julien Mursch |
| 11 octobre 2020 14h00 | A. Lauenroth (en) 7 | (16 - 17) | A. Sen 8   | Arena Ludwigsburg, Louisbourg Affluence : 0 Arbitrage : Yann Carmaux et Julien Mursch |
| 11 octobre 2020 14h00 | ×1 ×5               | Rapport   | ×1 ×4      | Arena Ludwigsburg, Louisbourg Affluence : 0 Arbitrage : Yann Carmaux et Julien Mursch |

### Journée 5
| 17 octobre 2020 16h00 | Rostov-Don                        | 30 - 26   | Metz Handball | Dvorets sporta (en), Rostov-sur-le-Don Affluence : 1 050 Arbitrage : Jelena Mitrović et Anđelina Kažanegra |
| 17 octobre 2020 16h00 | A. Sen, G. Zaadi, A. Viakhireva 5 | (16 - 12) | M. Nocandy 6  | Dvorets sporta (en), Rostov-sur-le-Don Affluence : 1 050 Arbitrage : Jelena Mitrović et Anđelina Kažanegra |
| 17 octobre 2020 16h00 | ×2 ×3                             | Rapport   | ×5            | Dvorets sporta (en), Rostov-sur-le-Don Affluence : 1 050 Arbitrage : Jelena Mitrović et Anđelina Kažanegra |

| 17 octobre 2020 16h00 | RK Krim             | 28 - 26   | SG BBM Bietigheim   | Arena Stožice, Ljubljana Arbitrage : Vanja Antić et Jelena Jakovljević |
| 17 octobre 2020 16h00 | O. Sercien-Ugolin 7 | (12 - 16) | K. Naidzinavicius 7 | Arena Stožice, Ljubljana Arbitrage : Vanja Antić et Jelena Jakovljević |
| 17 octobre 2020 16h00 | ×2                  | Rapport   | ×2 ×3               | Arena Stožice, Ljubljana Arbitrage : Vanja Antić et Jelena Jakovljević |

| 18 octobre 2020 14h00 | Team Esbjerg  | 27 - 27   | Vipers Kristiansand         | Blue Water Dokken (en), Esbjerg Affluence : 450 Arbitrage : Georgi Doychinov et Yulian Goretsov |
| 18 octobre 2020 14h00 | M. Tranborg 8 | (12 - 12) | L. Sulland, J. Knedlíková 4 | Blue Water Dokken (en), Esbjerg Affluence : 450 Arbitrage : Georgi Doychinov et Yulian Goretsov |
| 18 octobre 2020 14h00 | ×1 ×3         | Rapport   | ×1 ×3                       | Blue Water Dokken (en), Esbjerg Affluence : 450 Arbitrage : Georgi Doychinov et Yulian Goretsov |

| 18 octobre 2020 16h00 | CSM Bucarest          | 25 - 19   | Ferencváros TC | Bucarest Affluence : 0 Arbitrage : Marta et Vânia Sá |
| 18 octobre 2020 16h00 | S. Dembélé-Pavlović 9 | (12 - 10) | A. Malestein 5 | Bucarest Affluence : 0 Arbitrage : Marta et Vânia Sá |
| 18 octobre 2020 16h00 | ×1 ×3                 | Rapport   | ×2             | Bucarest Affluence : 0 Arbitrage : Marta et Vânia Sá |

### Journée 6
| 24 octobre 2020 16h00 | Ferencváros TC  | 32 - 25   | RK Krim          | Érd Aréna (hu), Érd Affluence : 1 000 Arbitrage : Ana Vranes et Marlis Wenninger |
| 24 octobre 2020 16h00 | A. Malestein 10 | (14 - 14) | S. Vieira (en) 5 | Érd Aréna (hu), Érd Affluence : 1 000 Arbitrage : Ana Vranes et Marlis Wenninger |
| 24 octobre 2020 16h00 | ×1 ×5           | Rapport   | ×2 ×3            | Érd Aréna (hu), Érd Affluence : 1 000 Arbitrage : Ana Vranes et Marlis Wenninger |

| 24 octobre 2020 18h00 | Metz Handball  | 31 - 29   | Team Esbjerg  | Palais omnisports Les Arènes, Metz Affluence : 2 756 Arbitrage : Cristina Năstase et Simona-Raluca Stancu |
| 24 octobre 2020 18h00 | O. Perederiy 6 | (18 - 14) | M. Tranborg 8 | Palais omnisports Les Arènes, Metz Affluence : 2 756 Arbitrage : Cristina Năstase et Simona-Raluca Stancu |
| 24 octobre 2020 18h00 | ×1 ×6          | Rapport   | ×3 ×5         | Palais omnisports Les Arènes, Metz Affluence : 2 756 Arbitrage : Cristina Năstase et Simona-Raluca Stancu |

| 25 octobre 2020 16h00 | SG BBM Bietigheim | 22 - 32   | CSM Bucarest                  | Arena Ludwigsburg, Louisbourg Affluence : 0 Arbitrage : Stephen Martens et Yves Schols |
| 25 octobre 2020 16h00 | L. Schulze 6      | (10 - 14) | C. Martín, E. Omoregie (en) 7 | Arena Ludwigsburg, Louisbourg Affluence : 0 Arbitrage : Stephen Martens et Yves Schols |
| 25 octobre 2020 16h00 | ×1 ×2             | Rapport   | ×1 ×5                         | Arena Ludwigsburg, Louisbourg Affluence : 0 Arbitrage : Stephen Martens et Yves Schols |

| 10 février 2021 | Rostov-Don | 10 - 0 | Vipers Kristiansand |  |
| 10 février 2021 | Rapport    |        |                     |  |

### Journée 7
| 7 novembre 2020 16h00 | Ferencváros TC             | 24 - 35   | SG BBM Bietigheim                    | Érd Aréna (hu), Érd Affluence : 700 Arbitrage : Charlotte et Julie Bonaventura |
| 7 novembre 2020 16h00 | A. Kovacsics, K. Klujber 7 | (11 - 14) | A. Lauenroth (en), J. Maidhof (de) 7 | Érd Aréna (hu), Érd Affluence : 700 Arbitrage : Charlotte et Julie Bonaventura |
| 7 novembre 2020 16h00 | ×1 ×2                      | Rapport   | ×1 ×3                                | Érd Aréna (hu), Érd Affluence : 700 Arbitrage : Charlotte et Julie Bonaventura |

| 7 novembre 2020 16h00 | Rostov-Don      | 28 - 24   | Team Esbjerg  | Dvorets sporta (en), Rostov-sur-le-Don Affluence : 700 Arbitrage : Tatjana Praštalo et Vesna Balvan |
| 7 novembre 2020 16h00 | I. Managarova 7 | (15 - 13) | M. Jacobsen 8 | Dvorets sporta (en), Rostov-sur-le-Don Affluence : 700 Arbitrage : Tatjana Praštalo et Vesna Balvan |
| 7 novembre 2020 16h00 | ×2              | Rapport   | ×2 ×1         | Dvorets sporta (en), Rostov-sur-le-Don Affluence : 700 Arbitrage : Tatjana Praštalo et Vesna Balvan |

| 7 novembre 2020 18h00 | RK Krim          | 23 - 25   | CSM Bucarest             | Arena Stožice, Ljubljana Arbitrage : Davon et Zoran Lončar |
| 7 novembre 2020 18h00 | S. Vieira (en) 8 | (11 - 12) | A. Barbosa, B. Lazović 5 | Arena Stožice, Ljubljana Arbitrage : Davon et Zoran Lončar |
| 7 novembre 2020 18h00 | ×1 ×2            | Rapport   | ×2 ×4                    | Arena Stožice, Ljubljana Arbitrage : Davon et Zoran Lončar |

| 10 février 2021 | Vipers Kristiansand | 0 - 10 | Metz Handball |  |

### Journée 8
| 14 novembre 2020 16h00 | CSM Bucarest | 22 - 22   | RK Krim                                 | Bucarest Affluence : 0 Arbitrage : Jelena Mitrović et Anđelina Kažanegra |
| 14 novembre 2020 16h00 | B. Lazović 8 | (12 - 11) | O. Sercien-Ugolin, M. Pletikosić (en) 6 | Bucarest Affluence : 0 Arbitrage : Jelena Mitrović et Anđelina Kažanegra |
| 14 novembre 2020 16h00 | ×3           | Rapport   | ×1 ×2                                   | Bucarest Affluence : 0 Arbitrage : Jelena Mitrović et Anđelina Kažanegra |

| 15 novembre 2020 14h00 | Team Esbjerg  | 24 - 25   | Rostov-Don      | Blue Water Dokken (en), Esbjerg Affluence : 450 Arbitrage : Ioanna Christidi et Ioanna Papamattheou |
| 15 novembre 2020 14h00 | K. Breistøl 6 | (12 - 13) | I. Managarova 6 | Blue Water Dokken (en), Esbjerg Affluence : 450 Arbitrage : Ioanna Christidi et Ioanna Papamattheou |
| 15 novembre 2020 14h00 | ×2 ×4         | Rapport   | ×3 ×2           | Blue Water Dokken (en), Esbjerg Affluence : 450 Arbitrage : Ioanna Christidi et Ioanna Papamattheou |

| 15 novembre 2020 14h00 | SG BBM Bietigheim           | 25 - 29  | Ferencváros TC | Arena Ludwigsburg, Louisbourg Affluence : 0 Arbitrage : Cristina Năstase et Simona-Raluca Stancu |
| 15 novembre 2020 14h00 | X. Smits, J. Maidhof (de) 6 | (6 - 15) | K. Klujber 8   | Arena Ludwigsburg, Louisbourg Affluence : 0 Arbitrage : Cristina Năstase et Simona-Raluca Stancu |
| 15 novembre 2020 14h00 | ×1 ×3                       | Rapport  | ×6             | Arena Ludwigsburg, Louisbourg Affluence : 0 Arbitrage : Cristina Năstase et Simona-Raluca Stancu |

| 3 février 2021 18h45 | Metz Handball          | 28 - 29   | Vipers Kristiansand | Palais omnisports Les Arènes, Metz Affluence : 0 Arbitrage : Marta et Vânia Sá |
| 3 février 2021 18h45 | O. Kanor, A. N'Gouan 6 | (11 - 13) | N. Mørk 8           | Palais omnisports Les Arènes, Metz Affluence : 0 Arbitrage : Marta et Vânia Sá |
| 3 février 2021 18h45 | ×1 ×3                  | Rapport   | ×1 ×3               | Palais omnisports Les Arènes, Metz Affluence : 0 Arbitrage : Marta et Vânia Sá |

### Journée 9
| 21 novembre 2020 16h00 | RK Krim             | 26 - 32   | Ferencváros TC           | Arena Stožice, Ljubljana Arbitrage : Boris Mandák et Mário Rudinský |
| 21 novembre 2020 16h00 | O. Sercien-Ugolin 6 | (13 - 13) | A. Malestein, N. Háfra 8 | Arena Stožice, Ljubljana Arbitrage : Boris Mandák et Mário Rudinský |
| 21 novembre 2020 16h00 | ×2 ×1               | Rapport   | ×2 ×3                    | Arena Stožice, Ljubljana Arbitrage : Boris Mandák et Mário Rudinský |

| 22 novembre 2020 14h00 | Team Esbjerg           | 25 - 28   | Metz Handball             | Blue Water Dokken (en), Esbjerg Affluence : 450 Arbitrage : Diana-Carmen Ciulei et Anamaria Stoia |
| 22 novembre 2020 14h00 | N. Pena, M. Tranborg 5 | (16 - 12) | L. Burgaard, M. Nocandy 5 | Blue Water Dokken (en), Esbjerg Affluence : 450 Arbitrage : Diana-Carmen Ciulei et Anamaria Stoia |
| 22 novembre 2020 14h00 | ×3                     | Rapport   | ×1 ×2                     | Blue Water Dokken (en), Esbjerg Affluence : 450 Arbitrage : Diana-Carmen Ciulei et Anamaria Stoia |

| 10 février 2021 18h45 | Vipers Kristiansand                  | 23 - 24   | Rostov-Don      | Érd Aréna (hu), Érd Affluence : 0 Arbitrage : Miklós Andorka et Róbert Hucker |
| 10 février 2021 18h45 | N. Mørk, H. Reistad, J. Knedlíková 4 | (16 - 15) | A. Viakhireva 5 | Érd Aréna (hu), Érd Affluence : 0 Arbitrage : Miklós Andorka et Róbert Hucker |
| 10 février 2021 18h45 | ×1 ×3                                | Rapport   | ×3              | Érd Aréna (hu), Érd Affluence : 0 Arbitrage : Miklós Andorka et Róbert Hucker |

| 10 février 2021 | CSM Bucarest | 10 - 0 | SG BBM Bietigheim |  |

### Journée 10
| 9 janvier 2021 16h00 | Ferencváros TC                  | 31 - 27   | CSM Bucarest | Elek Gyula Aréna (en), Budapest Affluence : 0 Arbitrage : Anatoliy Novikov et Valeriy Rojkov |
| 9 janvier 2021 16h00 | E. Bölk, N. Háfra, K. Klujber 5 | (14 - 16) | C. Neagu 9   | Elek Gyula Aréna (en), Budapest Affluence : 0 Arbitrage : Anatoliy Novikov et Valeriy Rojkov |
| 9 janvier 2021 16h00 | ×3                              | Rapport   | ×1           | Elek Gyula Aréna (en), Budapest Affluence : 0 Arbitrage : Anatoliy Novikov et Valeriy Rojkov |

| 9 janvier 2021 18h00 | Vipers Kristiansand | 28 - 28   | Team Esbjerg           | Aquarama Kristiansand (en), Kristiansand Affluence : 200 Arbitrage : Małgorzata Lidacka et Urszula Lesiak |
| 9 janvier 2021 18h00 | N. Mørk 10          | (16 - 14) | N. Pena, M. Jacobsen 7 | Aquarama Kristiansand (en), Kristiansand Affluence : 200 Arbitrage : Małgorzata Lidacka et Urszula Lesiak |
| 9 janvier 2021 18h00 | ×1 ×4               | Rapport   | ×1                     | Aquarama Kristiansand (en), Kristiansand Affluence : 200 Arbitrage : Małgorzata Lidacka et Urszula Lesiak |

| 10 janvier 2021 14h00 | SG BBM Bietigheim | 22 - 22   | RK Krim                   | Arena Ludwigsburg, Louisbourg Affluence : 0 Arbitrage : Viktoria Alpaidze et Tatïana Berezkina |
| 10 janvier 2021 14h00 | X. Smits 6        | (14 - 10) | T. Gomilar Zickero (en) 5 | Arena Ludwigsburg, Louisbourg Affluence : 0 Arbitrage : Viktoria Alpaidze et Tatïana Berezkina |
| 10 janvier 2021 14h00 | ×1 ×5             | Rapport   | ×1 ×2                     | Arena Ludwigsburg, Louisbourg Affluence : 0 Arbitrage : Viktoria Alpaidze et Tatïana Berezkina |

| 10 janvier 2021 16h00 | Metz Handball | 27 - 26   | Rostov-Don      | Palais omnisports Les Arènes, Metz Affluence : 0 Arbitrage : Javier Álvarez Mata et Yon Bustamante López |
| 10 janvier 2021 16h00 | O. Kanor 6    | (14 - 13) | A. Viakhireva 5 | Palais omnisports Les Arènes, Metz Affluence : 0 Arbitrage : Javier Álvarez Mata et Yon Bustamante López |
| 10 janvier 2021 16h00 | ×3            | Rapport   | ×3              | Palais omnisports Les Arènes, Metz Affluence : 0 Arbitrage : Javier Álvarez Mata et Yon Bustamante López |

### Journée 11
| 16 janvier 2021 12h00 | Rostov-Don                   | 27 - 21  | SG BBM Bietigheim                      | Dvorets sporta (en), Rostov-sur-le-Don Affluence : 750 Arbitrage : Pınar Ünlü Hatipoğlu et Mehtap Şimşek |
| 16 janvier 2021 12h00 | P. Kouznetsova, I. Frolova 5 | (15 - 9) | T. Østergaard Jensen, A. Berger (en) 4 | Dvorets sporta (en), Rostov-sur-le-Don Affluence : 750 Arbitrage : Pınar Ünlü Hatipoğlu et Mehtap Şimşek |
| 16 janvier 2021 12h00 | ×2 ×1                        | Rapport  | ×2                                     | Dvorets sporta (en), Rostov-sur-le-Don Affluence : 750 Arbitrage : Pınar Ünlü Hatipoğlu et Mehtap Şimşek |

| 16 janvier 2021 16h00 | CSM Bucarest | 22 - 29  | Vipers Kristiansand      | Sala Polivalentă (en), Bucarest Affluence : 0 Arbitrage : Aleksandar Pandžić et Ivan Mošorinski |
| 16 janvier 2021 16h00 | C. Neagu 10  | (9 - 14) | J. Knedlíková, N. Mørk 5 | Sala Polivalentă (en), Bucarest Affluence : 0 Arbitrage : Aleksandar Pandžić et Ivan Mošorinski |
| 16 janvier 2021 16h00 | ×2 ×4        | Rapport  | ×2 ×1                    | Sala Polivalentă (en), Bucarest Affluence : 0 Arbitrage : Aleksandar Pandžić et Ivan Mošorinski |

| 16 janvier 2021 16h00 | Ferencváros TC | 24 - 28   | Team Esbjerg | Elek Gyula Aréna (en), Budapest Affluence : 20 Arbitrage : Michalis Tzaferopoulos et Andreas Bethmann |
| 16 janvier 2021 16h00 | E. Bölk 9      | (12 - 13) | S. Solberg 8 | Elek Gyula Aréna (en), Budapest Affluence : 20 Arbitrage : Michalis Tzaferopoulos et Andreas Bethmann |
| 16 janvier 2021 16h00 | ×4             | Rapport   | ×2           | Elek Gyula Aréna (en), Budapest Affluence : 20 Arbitrage : Michalis Tzaferopoulos et Andreas Bethmann |

| 16 janvier 2021 18h00 | RK Krim             | 22 - 26   | Metz Handball | Arena Stožice, Ljubljana Affluence : 0 Arbitrage : Georgi Doychinov et Yulian Goretsov |
| 16 janvier 2021 18h00 | O. Sercien-Ugolin 5 | (10 - 14) | M. Sajka 5    | Arena Stožice, Ljubljana Affluence : 0 Arbitrage : Georgi Doychinov et Yulian Goretsov |
| 16 janvier 2021 18h00 | ×4                  | Rapport   | ×1 ×10        | Arena Stožice, Ljubljana Affluence : 0 Arbitrage : Georgi Doychinov et Yulian Goretsov |

### Journée 12
| 24 janvier 2021 16h00 | Metz Handball                    | 30 - 29   | Ferencváros TC | Palais omnisports Les Arènes, Metz Affluence : 0 Arbitrage : Vanja Antić et Jelena Jakovljević |
| 24 janvier 2021 16h00 | A. N'Gouan, M. Sajka, O. Kanor 5 | (14 - 17) | A. Malestein 6 | Palais omnisports Les Arènes, Metz Affluence : 0 Arbitrage : Vanja Antić et Jelena Jakovljević |
| 24 janvier 2021 16h00 | ×1 ×5                            | Rapport   | ×3 ×6          | Palais omnisports Les Arènes, Metz Affluence : 0 Arbitrage : Vanja Antić et Jelena Jakovljević |

| 24 janvier 2021 16h00 | Team Esbjerg   | 33 - 23   | RK Krim             | Blue Water Dokken (en), Esbjerg Affluence : 0 Arbitrage : Cristina Năstase et Simona-Raluca Stancu |
| 24 janvier 2021 16h00 | M. Tranborg 10 | (16 - 11) | O. Sercien-Ugolin 6 | Blue Water Dokken (en), Esbjerg Affluence : 0 Arbitrage : Cristina Năstase et Simona-Raluca Stancu |
| 24 janvier 2021 16h00 | ×1 ×5          | Rapport   | ×1                  | Blue Water Dokken (en), Esbjerg Affluence : 0 Arbitrage : Cristina Năstase et Simona-Raluca Stancu |

| 10 février 2021 | Rostov-Don | 0 - 10 | CSM Bucarest |  |

| 10 février 2021 | Vipers Kristiansand | 10 - 0 | SG BBM Bietigheim |  |

### Journée 13
| 6 février 2021 16h00 | RK Krim              | 28 - 27   | Rostov-Don       | Hala Tivoli, Ljubljana Affluence : 0 Arbitrage : Jelena Mitrović et Anđelina Kažanegra |
| 6 février 2021 16h00 | M. Pletikosić (en) 9 | (17 - 15) | P. Kouznetsova 8 | Hala Tivoli, Ljubljana Affluence : 0 Arbitrage : Jelena Mitrović et Anđelina Kažanegra |
| 6 février 2021 16h00 | ×2 ×3                | Rapport   | ×3               | Hala Tivoli, Ljubljana Affluence : 0 Arbitrage : Jelena Mitrović et Anđelina Kažanegra |

| 6 février 2021 16h00 | Ferencváros TC | 30 - 28   | Vipers Kristiansand | Elek Gyula Aréna (en), Budapest Affluence : 0 Arbitrage : Andrej Budzák et Michal Zahradník |
| 6 février 2021 16h00 | K. Klujber 7   | (14 - 11) | M.Aune 7            | Elek Gyula Aréna (en), Budapest Affluence : 0 Arbitrage : Andrej Budzák et Michal Zahradník |
| 6 février 2021 16h00 | ×1 ×7          | Rapport   | ×3                  | Elek Gyula Aréna (en), Budapest Affluence : 0 Arbitrage : Andrej Budzák et Michal Zahradník |

| 6 février 2021 16h00 | CSM Bucarest | 28 - 26   | Team Esbjerg  | Sala Polivalentă (en), Bucarest Affluence : 0 Arbitrage : Marija Ilieva et Silvana Karbeska |
| 6 février 2021 16h00 | C. Neagu 7   | (15 - 10) | M. Jacobsen 6 | Sala Polivalentă (en), Bucarest Affluence : 0 Arbitrage : Marija Ilieva et Silvana Karbeska |
| 6 février 2021 16h00 | ×3           | Rapport   | ×3 ×1         | Sala Polivalentă (en), Bucarest Affluence : 0 Arbitrage : Marija Ilieva et Silvana Karbeska |

| 7 février 2021 16h00 | SG BBM Bietigheim    | 25 - 33   | Metz Handball | Arena Ludwigsburg, Louisbourg Affluence : 0 Arbitrage : Georgios Panayides et Marios Andreou |
| 7 février 2021 16h00 | K. Naidzinavicius 10 | (12 - 16) | T. Stanko 8   | Arena Ludwigsburg, Louisbourg Affluence : 0 Arbitrage : Georgios Panayides et Marios Andreou |
| 7 février 2021 16h00 | ×3                   | Rapport   | ×2            | Arena Ludwigsburg, Louisbourg Affluence : 0 Arbitrage : Georgios Panayides et Marios Andreou |

### Journée 14
| 13 février 2021 16h00 | Rostov-Don      | 26 - 24   | Ferencváros TC | Dvorets sporta (en), Rostov-sur-le-Don Affluence : 1 250 Arbitrage : Marija Ilieva et Silvana Karbeska |
| 13 février 2021 16h00 | I. Managarova 7 | (12 - 12) | A. Malestein 8 | Dvorets sporta (en), Rostov-sur-le-Don Affluence : 1 250 Arbitrage : Marija Ilieva et Silvana Karbeska |
| 13 février 2021 16h00 | ×2              | Rapport   | ×2 ×4          | Dvorets sporta (en), Rostov-sur-le-Don Affluence : 1 250 Arbitrage : Marija Ilieva et Silvana Karbeska |

| 13 février 2021 16h00 | Metz Handball | 25 - 22   | CSM Bucarest | Palais omnisports Les Arènes, Metz Affluence : 0 Arbitrage : Ana Vranes et Marlis Wenninger |
| 13 février 2021 16h00 | M. Sajka 6    | (16 - 12) | C. Neagu 8   | Palais omnisports Les Arènes, Metz Affluence : 0 Arbitrage : Ana Vranes et Marlis Wenninger |
| 13 février 2021 16h00 | ×4            | Rapport   | ×6           | Palais omnisports Les Arènes, Metz Affluence : 0 Arbitrage : Ana Vranes et Marlis Wenninger |

| 13 février 2021 18h00 | Vipers Kristiansand   | 37 - 30   | RK Krim               | Hala Tivoli, Ljubljana Affluence : 0 Arbitrage : Tatjana Praštalo et Vesna Balvan |
| 13 février 2021 18h00 | R. Valle Dahl (en) 11 | (16 - 15) | M. Pletikosić (en) 11 | Hala Tivoli, Ljubljana Affluence : 0 Arbitrage : Tatjana Praštalo et Vesna Balvan |
| 13 février 2021 18h00 | ×2                    | Rapport   | ×1 ×2                 | Hala Tivoli, Ljubljana Affluence : 0 Arbitrage : Tatjana Praštalo et Vesna Balvan |

| 14 février 2021 14h00 | Team Esbjerg  | 37 - 29   | SG BBM Bietigheim                   | Blue Water Dokken (en), Esbjerg Affluence : 0 Arbitrage : Andrej et Sandro Smailagic |
| 14 février 2021 14h00 | K. Breistøl 7 | (18 - 14) | A. Berger (en), K. Naidzinavicius 6 | Blue Water Dokken (en), Esbjerg Affluence : 0 Arbitrage : Andrej et Sandro Smailagic |
| 14 février 2021 14h00 | ×2 ×4         | Rapport   | ×1 ×2                               | Blue Water Dokken (en), Esbjerg Affluence : 0 Arbitrage : Andrej et Sandro Smailagic |

## Groupe B

### Classement
|   | Équipe                  | Pts | J  | G  | N | P  | Bp  | Bc  | Diff |  | Résultats (dom.\ext.)   |       |       |       |       |       |       |       |       |
| - | ----------------------- | --- | -- | -- | - | -- | --- | --- | ---- |  | ----------------------- | ----- | ----- | ----- | ----- | ----- | ----- | ----- | ----- |
| 1 | Győri ETO KC            | 24  | 14 | 10 | 4 | 0  | 457 | 353 | 104  |  | Győri ETO KC            |       | 31-24 | 27-27 | 32-25 | 34-29 | 38-31 | 38-25 | 43-28 |
| 2 | CSKA Moscou             | 23  | 14 | 11 | 1 | 2  | 404 | 350 | 54   |  | CSKA Moscou             | 27-27 |       | 25-24 | 27-23 | 27-23 | 30-20 | 35-28 | 30-26 |
| 3 | Brest Bretagne Handball | 17  | 14 | 6  | 5 | 3  | 384 | 349 | 35   |  | Brest Bretagne Handball | 25-25 | 28-30 |       | 32-21 | 28-28 | 28-21 | 33-33 | 32-25 |
| 4 | Odense Håndbold         | 13  | 14 | 6  | 1 | 7  | 384 | 370 | 14   |  | Odense Håndbold         | 32-32 | 26-25 | 24-31 |       | 30-21 | 25-26 | 32-27 | 35-20 |
| 5 | ŽRK Budućnost Podgorica | 12  | 14 | 5  | 2 | 7  | 363 | 377 | -14  |  | ŽRK Budućnost Podgorica | 21-26 | 22-25 | 22-22 | 27-24 |       | 29-28 | 31-27 | 33-26 |
| 6 | SCM Râmnicu Vâlcea      | 10  | 14 | 5  | 0 | 9  | 263 | 319 | -56  |  | SCM Râmnicu Vâlcea      | 20-37 | 24-34 | 10-0  | 21-30 | 25-23 |       | 0-10  | 0-10  |
| 7 | Borussia Dortmund       | 9   | 14 | 4  | 1 | 9  | 347 | 391 | -44  |  | Borussia Dortmund       | 24-34 | 28-29 | 29-41 | 32-24 | 26-28 | 0-10  |       | 32-31 |
| 8 | ŽRK Podravka Koprivnica | 4   | 14 | 2  | 0 | 12 | 326 | 419 | -93  |  | ŽRK Podravka Koprivnica | 15-33 | 20-36 | 29-33 | 17-33 | 29-26 | 25-27 | 25-26 |       |

Légende
- Directement qualifié pour les quarts de finale
- Qualifié pour les huitièmes de finale
- Éliminé

### Journée 1
| 12 septembre 2020 16h00 | CSKA Moscou          | 27 - 27   | Győri ETO KC     | Palais des sports du Dinamo (en), Moscou Affluence : 526 Arbitrage : Igor et Alexeï Covalciuc |
| 12 septembre 2020 16h00 | E. Mikhaïlitchenko 7 | (14 - 14) | V. Kristiansen 7 | Palais des sports du Dinamo (en), Moscou Affluence : 526 Arbitrage : Igor et Alexeï Covalciuc |
| 12 septembre 2020 16h00 | ×2                   | Rapport   | ×3 ×4            | Palais des sports du Dinamo (en), Moscou Affluence : 526 Arbitrage : Igor et Alexeï Covalciuc |

| 12 septembre 2020 16h00 | Odense Håndbold | 32 - 27   | Borussia Dortmund           | Sydbank Arena (en), Odense Affluence : 381 Arbitrage : Georgios Panayides et Marios Andreou |
| 12 septembre 2020 16h00 | N. Groot 8      | (13 - 13) | J. Gutiérrez Bermejo (en) 8 | Sydbank Arena (en), Odense Affluence : 381 Arbitrage : Georgios Panayides et Marios Andreou |
| 12 septembre 2020 16h00 | ×2              | Rapport   | ×1 ×4                       | Sydbank Arena (en), Odense Affluence : 381 Arbitrage : Georgios Panayides et Marios Andreou |

| 12 septembre 2020 18h00 | Brest Bretagne Handball | 28 - 21   | SCM Râmnicu Vâlcea | Brest Arena, Brest Affluence : 2 895 Arbitrage : Daniel Freitas et César Carvalho |
| 12 septembre 2020 18h00 | A. Gros 8               | (12 - 12) | M. López Herrero 4 | Brest Arena, Brest Affluence : 2 895 Arbitrage : Daniel Freitas et César Carvalho |
| 12 septembre 2020 18h00 | ×4                      | Rapport   | ×2 ×4 ×1           | Brest Arena, Brest Affluence : 2 895 Arbitrage : Daniel Freitas et César Carvalho |

| 13 septembre 2020 16h00 | ŽRK Podravka Koprivnica | 29 - 26   | ŽRK Budućnost Podgorica | SDG Fran Galović, Koprivnica Affluence : 100 Arbitrage : Javier Álvarez Mata et Yon Bustamante López |
| 13 septembre 2020 16h00 | A. Turk (en) 6          | (12 - 17) | A. Lekić 9              | SDG Fran Galović, Koprivnica Affluence : 100 Arbitrage : Javier Álvarez Mata et Yon Bustamante López |
| 13 septembre 2020 16h00 | ×2 ×4                   | Rapport   | ×3 ×6                   | SDG Fran Galović, Koprivnica Affluence : 100 Arbitrage : Javier Álvarez Mata et Yon Bustamante López |

### Journée 2
| 19 septembre 2020 16h00 | SCM Râmnicu Vâlcea  | 21 - 30   | Odense Håndbold | Râmnicu Vâlcea Affluence : 0 Arbitrage : Svetoslav Yovchev et Zvezdelin Yonchev |
| 19 septembre 2020 16h00 | A. Fernández (en) 6 | (10 - 13) | F. Cohrt 8      | Râmnicu Vâlcea Affluence : 0 Arbitrage : Svetoslav Yovchev et Zvezdelin Yonchev |
| 19 septembre 2020 16h00 | ×2 ×3               | Rapport   | ×2 ×5           | Râmnicu Vâlcea Affluence : 0 Arbitrage : Svetoslav Yovchev et Zvezdelin Yonchev |

| 19 septembre 2020 16h00 | Győri ETO KC | 43 - 28   | ŽRK Podravka Koprivnica            | Audi Arena, Győr Affluence : 1 882 Arbitrage : Małgorzata Lidacka et Urszula Lesiak |
| 19 septembre 2020 16h00 | S. Oftedal 8 | (17 - 16) | D. Milosavljević (en), A. Carlos 8 | Audi Arena, Győr Affluence : 1 882 Arbitrage : Małgorzata Lidacka et Urszula Lesiak |
| 19 septembre 2020 16h00 | ×2 ×5        | Rapport   | ×3 ×5                              | Audi Arena, Győr Affluence : 1 882 Arbitrage : Małgorzata Lidacka et Urszula Lesiak |

| 19 septembre 2020 18h00 | ŽRK Budućnost Podgorica | 22 - 25   | CSKA Moscou                                | Centre sportif Morača (en), Podgorica Affluence : 20 Arbitrage : Dimitar Mitrevski et Blagojče Todorovski |
| 19 septembre 2020 18h00 | V. Maslova 6            | (13 - 13) | P. Gorchkova, P. Vedekhina, D. Dmitrieva 5 | Centre sportif Morača (en), Podgorica Affluence : 20 Arbitrage : Dimitar Mitrevski et Blagojče Todorovski |
| 19 septembre 2020 18h00 | ×3                      | Rapport   | ×2                                         | Centre sportif Morača (en), Podgorica Affluence : 20 Arbitrage : Dimitar Mitrevski et Blagojče Todorovski |

| 20 septembre 2020 16h00 | Borussia Dortmund | 29 - 41   | Brest Bretagne Handball | Helmut-Körnig-Halle (de), Dortmund Affluence : 300 Arbitrage : Ádám Bíró et Olivér Kiss |
| 20 septembre 2020 16h00 | D. Amega 5        | (13 - 23) | A. Gros 7               | Helmut-Körnig-Halle (de), Dortmund Affluence : 300 Arbitrage : Ádám Bíró et Olivér Kiss |
| 20 septembre 2020 16h00 | ×1 ×2 ×1          | Rapport   | ×2                      | Helmut-Körnig-Halle (de), Dortmund Affluence : 300 Arbitrage : Ádám Bíró et Olivér Kiss |

### Journée 3
| 26 septembre 2020 16h00 | CSKA Moscou          | 30 - 20   | SCM Râmnicu Vâlcea | Palais des sports du Dinamo (en), Moscou Affluence : 430 Arbitrage : Dzmitry Nabokau et Siarhei Kulik |
| 26 septembre 2020 16h00 | E. Mikhaïlitchenko 9 | (14 - 11) | M. López Herrero 4 | Palais des sports du Dinamo (en), Moscou Affluence : 430 Arbitrage : Dzmitry Nabokau et Siarhei Kulik |
| 26 septembre 2020 16h00 | ×3                   | Rapport   | ×5                 | Palais des sports du Dinamo (en), Moscou Affluence : 430 Arbitrage : Dzmitry Nabokau et Siarhei Kulik |

| 26 septembre 2020 16h00 | ŽRK Podravka Koprivnica | 25 - 26   | Borussia Dortmund   | SDG Fran Galović, Koprivnica Affluence : 100 Arbitrage : Eshref Beqiri et Ilir Krasniqi |
| 26 septembre 2020 16h00 | L. Tsàkalou (en) 7      | (14 - 15) | A. Grijseels (en) 7 | SDG Fran Galović, Koprivnica Affluence : 100 Arbitrage : Eshref Beqiri et Ilir Krasniqi |
| 26 septembre 2020 16h00 | ×3 ×5                   | Rapport   | ×3 ×4               | SDG Fran Galović, Koprivnica Affluence : 100 Arbitrage : Eshref Beqiri et Ilir Krasniqi |

| 27 septembre 2020 16h00 | Brest Bretagne Handball | 25 - 25   | Győri ETO KC                         | Brest Arena, Brest Affluence : 3 500 Arbitrage : Georgi Doychinov et Yulian Goretsov |
| 27 septembre 2020 16h00 | A. Gros 9               | (12 - 12) | E. Nze Minko, V. Lukács, A. Hansen 4 | Brest Arena, Brest Affluence : 3 500 Arbitrage : Georgi Doychinov et Yulian Goretsov |
| 27 septembre 2020 16h00 | ×1 ×2                   | Rapport   | ×3                                   | Brest Arena, Brest Affluence : 3 500 Arbitrage : Georgi Doychinov et Yulian Goretsov |

| 27 septembre 2020 16h00 | Odense Håndbold | 30 - 21  | ŽRK Budućnost Podgorica   | Sydbank Arena (en), Odense Affluence : 387 Arbitrage : Eskil Braseth et Leif André Sundet |
| 27 septembre 2020 16h00 | J. Quintino 8   | (12 - 8) | A. Lekić, M. Mehmedović 6 | Sydbank Arena (en), Odense Affluence : 387 Arbitrage : Eskil Braseth et Leif André Sundet |
| 27 septembre 2020 16h00 | ×2 ×4           | Rapport  | ×2 ×7 ×1                  | Sydbank Arena (en), Odense Affluence : 387 Arbitrage : Eskil Braseth et Leif André Sundet |

### Journée 4
| 10 octobre 2020 18h00 | Győri ETO KC     | 32 - 25   | Odense Håndbold | Audi Arena, Győr Affluence : 2 631 Arbitrage : Cristina Năstase et Simona-Raluca Stancu |
| 10 octobre 2020 18h00 | V. Kristiansen 7 | (16 - 11) | L. Abbingh 7    | Audi Arena, Győr Affluence : 2 631 Arbitrage : Cristina Năstase et Simona-Raluca Stancu |
| 10 octobre 2020 18h00 | ×1 ×2            | Rapport   | ×2 ×3           | Audi Arena, Győr Affluence : 2 631 Arbitrage : Cristina Năstase et Simona-Raluca Stancu |

| 10 octobre 2020 18h00 | ŽRK Budućnost Podgorica   | 22 - 22   | Brest Bretagne Handball | Salle Bemax (en), Podgorica Affluence : 10 Arbitrage : Viktoria Alpaidze et Tatïana Berezkina |
| 10 octobre 2020 18h00 | J. Radičević, A. Pineau 6 | (12 - 12) | C. Lassource 5          | Salle Bemax (en), Podgorica Affluence : 10 Arbitrage : Viktoria Alpaidze et Tatïana Berezkina |
| 10 octobre 2020 18h00 | ×2 ×3                     | Rapport   | ×1 ×5                   | Salle Bemax (en), Podgorica Affluence : 10 Arbitrage : Viktoria Alpaidze et Tatïana Berezkina |

| 11 octobre 2020 16h00 | Borussia Dortmund    | 28 - 29   | CSKA Moscou | Helmut-Körnig-Halle (de), Dortmund Affluence : 300 Arbitrage : Andrej et Sandro Smailagic |
| 11 octobre 2020 16h00 | A. Grijseels (en) 10 | (15 - 11) | E. Ilina 8  | Helmut-Körnig-Halle (de), Dortmund Affluence : 300 Arbitrage : Andrej et Sandro Smailagic |
| 11 octobre 2020 16h00 | ×2 ×3                | Rapport   | ×2 ×1       | Helmut-Körnig-Halle (de), Dortmund Affluence : 300 Arbitrage : Andrej et Sandro Smailagic |

| 10 février 2021 | SCM Râmnicu Vâlcea | 0 - 10 | ŽRK Podravka Koprivnica |  |

### Journée 5
| 17 octobre 2020 18h00 | Győri ETO KC    | 38 - 31   | SCM Râmnicu Vâlcea | Audi Arena, Győr Affluence : 2 257 Arbitrage : Anatoliy Novikov et Valeriy Rojkov |
| 17 octobre 2020 18h00 | E. Nze Minko 10 | (15 - 17) | M. González 8      | Audi Arena, Győr Affluence : 2 257 Arbitrage : Anatoliy Novikov et Valeriy Rojkov |
| 17 octobre 2020 18h00 | ×2              | Rapport   | ×1 ×4              | Audi Arena, Győr Affluence : 2 257 Arbitrage : Anatoliy Novikov et Valeriy Rojkov |

| 18 octobre 2020 14h00 | Borussia Dortmund                       | 26 - 28   | ŽRK Budućnost Podgorica    | Helmut-Körnig-Halle (de), Dortmund Affluence : 0 Arbitrage : Saïd Bounouara et Khalid Sami |
| 18 octobre 2020 14h00 | K. Vollebregt (en), A. Grijseels (en) 6 | (15 - 13) | A. Pineau, M. Mehmedović 7 | Helmut-Körnig-Halle (de), Dortmund Affluence : 0 Arbitrage : Saïd Bounouara et Khalid Sami |
| 18 octobre 2020 14h00 | ×2 ×3                                   | Rapport   | ×2 ×1                      | Helmut-Körnig-Halle (de), Dortmund Affluence : 0 Arbitrage : Saïd Bounouara et Khalid Sami |

| 18 octobre 2020 16h00 | Brest Bretagne Handball | 28 - 30   | CSKA Moscou          | Brest Arena, Brest Affluence : 2 874 Arbitrage : Michalis Tzaferopoulos et Andreas Bethmann |
| 18 octobre 2020 16h00 | A. Gros, K. Niakaté 6   | (13 - 17) | E. Mikhaïlitchenko 7 | Brest Arena, Brest Affluence : 2 874 Arbitrage : Michalis Tzaferopoulos et Andreas Bethmann |
| 18 octobre 2020 16h00 | ×3 ×1                   | Rapport   | ×6                   | Brest Arena, Brest Affluence : 2 874 Arbitrage : Michalis Tzaferopoulos et Andreas Bethmann |

| 18 octobre 2020 16h00 | ŽRK Podravka Koprivnica            | 17 - 33   | Odense Håndbold | SDG Fran Galović, Koprivnica Affluence : 100 Arbitrage : Tatjana Praštalo et Vesna Balvan |
| 18 octobre 2020 16h00 | D. Milosavljević (en), A. Carlos 5 | (12 - 16) | H. Elver 5      | SDG Fran Galović, Koprivnica Affluence : 100 Arbitrage : Tatjana Praštalo et Vesna Balvan |
| 18 octobre 2020 16h00 | ×2 ×6                              | Rapport   | ×1 ×4           | SDG Fran Galović, Koprivnica Affluence : 100 Arbitrage : Tatjana Praštalo et Vesna Balvan |

### Journée 6
| 25 octobre 2020 16h00 | Odense Håndbold                       | 24 - 31   | Brest Bretagne Handball | Sydbank Arena (en), Odense Affluence : 392 Arbitrage : Ioanna Christidi et Ioanna Papamattheou |
| 25 octobre 2020 16h00 | N. Groot, F. Cohrt, A. Ikehara (en) 4 | (12 - 16) | A. Gros 14              | Sydbank Arena (en), Odense Affluence : 392 Arbitrage : Ioanna Christidi et Ioanna Papamattheou |
| 25 octobre 2020 16h00 | ×4 ×3                                 | Rapport   | ×1 ×6                   | Sydbank Arena (en), Odense Affluence : 392 Arbitrage : Ioanna Christidi et Ioanna Papamattheou |

| 29 janvier 2021 19h00 | ŽRK Budućnost Podgorica | 21 - 26  | Győri ETO KC   | Centre sportif Morača (en), Podgorica Affluence : 0 Arbitrage : Pınar Ünlü Hatipoğlu et Mehtap Şimşek |
| 29 janvier 2021 19h00 | J. Radičević 6          | (8 - 14) | E. Nze Minko 6 | Centre sportif Morača (en), Podgorica Affluence : 0 Arbitrage : Pınar Ünlü Hatipoğlu et Mehtap Şimşek |
| 29 janvier 2021 19h00 | ×2 ×4                   | Rapport  | ×2 ×3          | Centre sportif Morača (en), Podgorica Affluence : 0 Arbitrage : Pınar Ünlü Hatipoğlu et Mehtap Şimşek |

| 31 janvier 2021 14h00 | CSKA Moscou                         | 30 - 26   | ŽRK Podravka Koprivnica | Palais des sports du Dinamo (en), Moscou Affluence : 420 Arbitrage : Emil et Ernest Aghakishi |
| 31 janvier 2021 14h00 | P. Vedekhina, A. Skorobogatchenko 6 | (18 - 16) | D. Milosavljević (en) 7 | Palais des sports du Dinamo (en), Moscou Affluence : 420 Arbitrage : Emil et Ernest Aghakishi |
| 31 janvier 2021 14h00 | ×2 ×3                               | Rapport   | ×1 ×3                   | Palais des sports du Dinamo (en), Moscou Affluence : 420 Arbitrage : Emil et Ernest Aghakishi |

| 10 février 2021 | SCM Râmnicu Vâlcea | 0 - 10 | Borussia Dortmund |  |

### Journée 7
| 6 novembre 2020 18h30 | Borussia Dortmund           | 24 - 34   | Győri ETO KC | Audi Arena, Győr Affluence : 987 Arbitrage : Ana Vranes et Marlis Wenninger |
| 6 novembre 2020 18h30 | J. Gutiérrez Bermejo (en) 6 | (11 - 19) | E. Amorim 7  | Audi Arena, Győr Affluence : 987 Arbitrage : Ana Vranes et Marlis Wenninger |
| 6 novembre 2020 18h30 | ×1 ×4                       | Rapport   | ×1           | Audi Arena, Győr Affluence : 987 Arbitrage : Ana Vranes et Marlis Wenninger |

| 8 novembre 2020 14h00 | CSKA Moscou    | 27 - 23   | Odense Håndbold | Palais des sports du Dinamo (en), Moscou Affluence : 420 Arbitrage : Vanja Antić et Jelena Jakovljević |
| 8 novembre 2020 14h00 | P. Vedekhina 6 | (14 - 11) | N. Groot 6      | Palais des sports du Dinamo (en), Moscou Affluence : 420 Arbitrage : Vanja Antić et Jelena Jakovljević |
| 8 novembre 2020 14h00 | ×3 ×2          | Rapport   | ×1 ×3           | Palais des sports du Dinamo (en), Moscou Affluence : 420 Arbitrage : Vanja Antić et Jelena Jakovljević |

| 16 novembre 2020 18h00 | Brest Bretagne Handball   | 32 - 25   | ŽRK Podravka Koprivnica  | SDG Fran Galović, Koprivnica Affluence : 0 Arbitrage : Dimitar Mitrevski et Blagojče Todorovski |
| 16 novembre 2020 18h00 | K. Niakaté, A. Toublanc 6 | (15 - 12) | D. Milosavljević (en) 11 | SDG Fran Galović, Koprivnica Affluence : 0 Arbitrage : Dimitar Mitrevski et Blagojče Todorovski |
| 16 novembre 2020 18h00 | ×3 ×6                     | Rapport   | ×3 ×5                    | SDG Fran Galović, Koprivnica Affluence : 0 Arbitrage : Dimitar Mitrevski et Blagojče Todorovski |

| 20 janvier 2021 17h00 | SCM Râmnicu Vâlcea | 25 - 23   | ŽRK Budućnost Podgorica   | Râmnicu Vâlcea Affluence : 0 Arbitrage : Igor et Alexeï Covalciuc |
| 20 janvier 2021 17h00 | S. Minevskaja 6    | (14 - 10) | J. Radičević, A. Pineau 6 | Râmnicu Vâlcea Affluence : 0 Arbitrage : Igor et Alexeï Covalciuc |
| 20 janvier 2021 17h00 | ×2                 | Rapport   | ×3 ×4 ×1                  | Râmnicu Vâlcea Affluence : 0 Arbitrage : Igor et Alexeï Covalciuc |

### Journée 8
| 8 novembre 2020 14h00 | Győri ETO KC            | 38 - 25   | Borussia Dortmund                    | Audi Arena, Győr Affluence : 969 Arbitrage : Aleksandar Pandžić et Ivan Mošorinski |
| 8 novembre 2020 14h00 | E. Amorim, S. Oftedal 6 | (19 - 11) | T. Abdulla (da), D. Bleckmann (de) 5 | Audi Arena, Győr Affluence : 969 Arbitrage : Aleksandar Pandžić et Ivan Mošorinski |
| 8 novembre 2020 14h00 | ×1                      | Rapport   | ×2                                   | Audi Arena, Győr Affluence : 969 Arbitrage : Aleksandar Pandžić et Ivan Mošorinski |

| 14 novembre 2020 16h00 | ŽRK Podravka Koprivnica  | 29 - 33   | Brest Bretagne Handball | SDG Fran Galović, Koprivnica Affluence : 0 Arbitrage : Marta et Vânia Sá |
| 14 novembre 2020 16h00 | D. Milosavljević (en) 12 | (14 - 16) | S. Pop-Lazić, A. Gros 8 | SDG Fran Galović, Koprivnica Affluence : 0 Arbitrage : Marta et Vânia Sá |
| 14 novembre 2020 16h00 | ×2 ×5 ×1                 | Rapport   | ×2                      | SDG Fran Galović, Koprivnica Affluence : 0 Arbitrage : Marta et Vânia Sá |

| 14 novembre 2020 18h00 | ŽRK Budućnost Podgorica | 29 - 28   | SCM Râmnicu Vâlcea | Salle Bemax (en), Podgorica Affluence : 0 Arbitrage : Marija Ilieva et Silvana Karbeska |
| 14 novembre 2020 18h00 | A. Lekić 7              | (15 - 14) | A. Elghaoui 8      | Salle Bemax (en), Podgorica Affluence : 0 Arbitrage : Marija Ilieva et Silvana Karbeska |
| 14 novembre 2020 18h00 | ×2 ×6                   | Rapport   | ×3 ×1              | Salle Bemax (en), Podgorica Affluence : 0 Arbitrage : Marija Ilieva et Silvana Karbeska |

| 15 novembre 2020 16h00 | Odense Håndbold | 26 - 25   | CSKA Moscou | Sydbank Arena (en), Odense Affluence : 396 Arbitrage : Diana-Carmen Ciulei et Anamaria Stoia |
| 15 novembre 2020 16h00 | L. Abbingh 9    | (12 - 11) | E. Ilina 6  | Sydbank Arena (en), Odense Affluence : 396 Arbitrage : Diana-Carmen Ciulei et Anamaria Stoia |
| 15 novembre 2020 16h00 | ×3              | Rapport   | ×4 ×3       | Sydbank Arena (en), Odense Affluence : 396 Arbitrage : Diana-Carmen Ciulei et Anamaria Stoia |

### Journée 9
| 21 novembre 2020 18h00 | Győri ETO KC  | 34 - 29   | ŽRK Budućnost Podgorica | Audi Arena, Győr Affluence : 0 Arbitrage : Vanja Antić et Jelena Jakovljević |
| 21 novembre 2020 18h00 | S. Oftedal 10 | (18 - 16) | A. Lekić 11             | Audi Arena, Győr Affluence : 0 Arbitrage : Vanja Antić et Jelena Jakovljević |
| 21 novembre 2020 18h00 | ×2 ×1         | Rapport   | ×1 ×4 ×1                | Audi Arena, Győr Affluence : 0 Arbitrage : Vanja Antić et Jelena Jakovljević |

| 22 novembre 2020 16h00 | Brest Bretagne Handball | 32 - 21   | Odense Håndbold | Brest Arena, Brest Affluence : 0 Arbitrage : Javier Álvarez Mata et Yon Bustamante López |
| 22 novembre 2020 16h00 | A. Gros, K. Niakaté 6   | (15 - 13) | H. Elver 5      | Brest Arena, Brest Affluence : 0 Arbitrage : Javier Álvarez Mata et Yon Bustamante López |
| 22 novembre 2020 16h00 | ×1 ×2                   | Rapport   | ×1 ×2           | Brest Arena, Brest Affluence : 0 Arbitrage : Javier Álvarez Mata et Yon Bustamante López |

| 1er février 2021 17h00 | ŽRK Podravka Koprivnica | 20 - 36   | CSKA Moscou    | Palais des sports du Dinamo (en), Moscou Affluence : 230 Arbitrage : Emil et Ernest Aghakishi |
| 1er février 2021 17h00 | L. Tsàkalou (en) 7      | (10 - 16) | D. Dmitrieva 6 | Palais des sports du Dinamo (en), Moscou Affluence : 230 Arbitrage : Emil et Ernest Aghakishi |
| 1er février 2021 17h00 | ×1 ×3                   | Rapport   | ×1 ×2          | Palais des sports du Dinamo (en), Moscou Affluence : 230 Arbitrage : Emil et Ernest Aghakishi |

| 10 février 2021 | Borussia Dortmund | 0 - 10 | SCM Râmnicu Vâlcea |  |

### Journée 10
| 9 janvier 2021 16h00 | CSKA Moscou | 25 - 24   | Brest Bretagne Handball | Palais des sports du Dinamo (en), Moscou Arbitrage : Jelena Mitrović et Anđelina Kažanegra |
| 9 janvier 2021 16h00 | E. Ilina 7  | (12 - 12) | Đ. Jauković 6           | Palais des sports du Dinamo (en), Moscou Arbitrage : Jelena Mitrović et Anđelina Kažanegra |
| 9 janvier 2021 16h00 | ×1 ×3       | Rapport   | ×1                      | Palais des sports du Dinamo (en), Moscou Arbitrage : Jelena Mitrović et Anđelina Kažanegra |

| 9 janvier 2021 16h00 | Odense Håndbold | 35 - 20   | ŽRK Podravka Koprivnica | Sydbank Arena (en), Odense Affluence : 1 Arbitrage : Andrej et Sandro Smailagic |
| 9 janvier 2021 16h00 | M. Rej 9        | (18 - 10) | D. Milosavljević (en) 5 | Sydbank Arena (en), Odense Affluence : 1 Arbitrage : Andrej et Sandro Smailagic |
| 9 janvier 2021 16h00 | ×2              | Rapport   | ×1 ×4                   | Sydbank Arena (en), Odense Affluence : 1 Arbitrage : Andrej et Sandro Smailagic |

| 9 janvier 2021 18h00 | ŽRK Budućnost Podgorica | 31 - 27   | Borussia Dortmund   | Centre sportif Morača (en), Podgorica Affluence : 0 Arbitrage : Tatjana Praštalo et Vesna Balvan |
| 9 janvier 2021 18h00 | J. Radičević 10         | (15 - 15) | A. Grijseels (en) 6 | Centre sportif Morača (en), Podgorica Affluence : 0 Arbitrage : Tatjana Praštalo et Vesna Balvan |
| 9 janvier 2021 18h00 | ×2 ×4                   | Rapport   | ×1 ×2               | Centre sportif Morača (en), Podgorica Affluence : 0 Arbitrage : Tatjana Praštalo et Vesna Balvan |

| 10 janvier 2021 16h00 | SCM Râmnicu Vâlcea | 20 - 37   | Győri ETO KC     | Râmnicu Vâlcea Affluence : 0 Arbitrage : Vanja Antić et Jelena Jakovljević |
| 10 janvier 2021 16h00 | S. Minevskaja 4    | (12 - 19) | V. Kristiansen 9 | Râmnicu Vâlcea Affluence : 0 Arbitrage : Vanja Antić et Jelena Jakovljević |
| 10 janvier 2021 16h00 | ×2                 | Rapport   | ×2               | Râmnicu Vâlcea Affluence : 0 Arbitrage : Vanja Antić et Jelena Jakovljević |

### Journée 11
| 16 janvier 2021 16h00 | CSKA Moscou | 35 - 28   | Borussia Dortmund       | Palais des sports du Dinamo (en), Moscou Arbitrage : Dorian Sîrbu et Victor Serdiuc |
| 16 janvier 2021 16h00 | E. Ilina 9  | (19 - 12) | J. Stockschläder (de) 5 | Palais des sports du Dinamo (en), Moscou Arbitrage : Dorian Sîrbu et Victor Serdiuc |
| 16 janvier 2021 16h00 | ×1 ×3       | Rapport   | ×1 ×2                   | Palais des sports du Dinamo (en), Moscou Arbitrage : Dorian Sîrbu et Victor Serdiuc |

| 17 janvier 2021 16h00 | ŽRK Podravka Koprivnica | 25 - 27   | SCM Râmnicu Vâlcea | SDG Fran Galović, Koprivnica Affluence : 0 Arbitrage : Ana Vranes et Marlis Wenninger |
| 17 janvier 2021 16h00 | D. Milosavljević (en) 9 | (13 - 15) | S. Minevskaja 7    | SDG Fran Galović, Koprivnica Affluence : 0 Arbitrage : Ana Vranes et Marlis Wenninger |
| 17 janvier 2021 16h00 | ×1 ×6                   | Rapport   | ×1 ×4              | SDG Fran Galović, Koprivnica Affluence : 0 Arbitrage : Ana Vranes et Marlis Wenninger |

| 17 janvier 2021 16h00 | Odense Håndbold | 32 - 32   | Győri ETO KC | Sydbank Arena (en), Odense Affluence : 0 Arbitrage : Marta et Vânia Sá |
| 17 janvier 2021 16h00 | L. Abbingh 11   | (18 - 17) | E. Amorim 7  | Sydbank Arena (en), Odense Affluence : 0 Arbitrage : Marta et Vânia Sá |
| 17 janvier 2021 16h00 | ×2              | Rapport   | ×1 ×2        | Sydbank Arena (en), Odense Affluence : 0 Arbitrage : Marta et Vânia Sá |

| 17 janvier 2021 16h00 | Brest Bretagne Handball | 28 - 28   | ŽRK Budućnost Podgorica  | Brest Arena, Brest Affluence : 0 Arbitrage : Ioanna Christidi et Ioanna Papamattheou |
| 17 janvier 2021 16h00 | A. Gros, P. Coatanea 5  | (11 - 18) | J. Radičević, I. Grbić 6 | Brest Arena, Brest Affluence : 0 Arbitrage : Ioanna Christidi et Ioanna Papamattheou |
| 17 janvier 2021 16h00 | ×2                      | Rapport   | ×1 ×3                    | Brest Arena, Brest Affluence : 0 Arbitrage : Ioanna Christidi et Ioanna Papamattheou |

### Journée 12
| 23 janvier 2021 18h00 | Győri ETO KC                | 27 - 27   | Brest Bretagne Handball | Audi Arena, Győr Affluence : 0 Arbitrage : Ana Vranes et Marlis Wenninger |
| 23 janvier 2021 18h00 | E. Amorim, V. Kristiansen 7 | (15 - 15) | A. Gros, C. Lassource 5 | Audi Arena, Győr Affluence : 0 Arbitrage : Ana Vranes et Marlis Wenninger |
| 23 janvier 2021 18h00 | ×4                          | Rapport   | ×1 ×5                   | Audi Arena, Győr Affluence : 0 Arbitrage : Ana Vranes et Marlis Wenninger |

| 23 janvier 2021 18h00 | ŽRK Budućnost Podgorica | 27 - 24   | Odense Håndbold | Centre sportif Morača (en), Podgorica Arbitrage : Miklós Andorka et Róbert Hucker |
| 23 janvier 2021 18h00 | J. Radičević 9          | (13 - 10) | L. Abbingh 10   | Centre sportif Morača (en), Podgorica Arbitrage : Miklós Andorka et Róbert Hucker |
| 23 janvier 2021 18h00 | ×4 ×5                   | Rapport   | ×3 ×2           | Centre sportif Morača (en), Podgorica Arbitrage : Miklós Andorka et Róbert Hucker |

| 24 janvier 2021 14h00 | Borussia Dortmund              | 32 - 31   | ŽRK Podravka Koprivnica | Helmut-Körnig-Halle (de), Dortmund Affluence : 0 Arbitrage : Viktoria Alpaidze et Tatïana Berezkina |
| 24 janvier 2021 14h00 | L. van der Heijden, I. Smits 8 | (13 - 12) | L. Tsàkalou (en) 7      | Helmut-Körnig-Halle (de), Dortmund Affluence : 0 Arbitrage : Viktoria Alpaidze et Tatïana Berezkina |
| 24 janvier 2021 14h00 | ×5 ×1                          | Rapport   | ×4 ×1                   | Helmut-Körnig-Halle (de), Dortmund Affluence : 0 Arbitrage : Viktoria Alpaidze et Tatïana Berezkina |

| 24 janvier 2021 16h00 | SCM Râmnicu Vâlcea | 24 - 34  | CSKA Moscou    | Râmnicu Vâlcea Affluence : 0 Arbitrage : Georgi Doychinov et Yulian Goretsov |
| 24 janvier 2021 16h00 | A. Elghaoui 7      | (9 - 17) | M. Soudakova 7 | Râmnicu Vâlcea Affluence : 0 Arbitrage : Georgi Doychinov et Yulian Goretsov |
| 24 janvier 2021 16h00 | ×2 ×1              | Rapport  | ×2 ×5          | Râmnicu Vâlcea Affluence : 0 Arbitrage : Georgi Doychinov et Yulian Goretsov |

### Journée 13
| 6 février 2021 16h00 | Brest Bretagne Handball | 33 - 33   | Borussia Dortmund | Brest Arena, Brest Affluence : 0 Arbitrage : Paul et Ruud Geraets |
| 6 février 2021 16h00 | I. Gulldén 8            | (17 - 20) | I. Smits 11       | Brest Arena, Brest Affluence : 0 Arbitrage : Paul et Ruud Geraets |
| 6 février 2021 16h00 | ×2                      | Rapport   | ×1                | Brest Arena, Brest Affluence : 0 Arbitrage : Paul et Ruud Geraets |

| 6 février 2021 18h00 | ŽRK Podravka Koprivnica | 15 - 33  | Győri ETO KC                   | SDG Fran Galović, Koprivnica Affluence : 0 Arbitrage : Ioanna Christidi et Ioanna Papamattheou |
| 6 février 2021 18h00 | L. Tsàkalou (en) 7      | (8 - 13) | V. Kristiansen, E. Nze Minko 6 | SDG Fran Galović, Koprivnica Affluence : 0 Arbitrage : Ioanna Christidi et Ioanna Papamattheou |
| 6 février 2021 18h00 | ×1 ×4                   | Rapport  | ×1 ×2                          | SDG Fran Galović, Koprivnica Affluence : 0 Arbitrage : Ioanna Christidi et Ioanna Papamattheou |

| 7 février 2021 14h00 | CSKA Moscou    | 27 - 23   | ŽRK Budućnost Podgorica       | Palais des sports du Dinamo (en), Moscou Arbitrage : Dzmitry Nabokau et Siarhei Kulik |
| 7 février 2021 14h00 | P. Vedekhina 5 | (12 - 10) | J. Radičević, M. Mehmedović 5 | Palais des sports du Dinamo (en), Moscou Arbitrage : Dzmitry Nabokau et Siarhei Kulik |
| 7 février 2021 14h00 | ×2             | Rapport   | ×3 ×4                         | Palais des sports du Dinamo (en), Moscou Arbitrage : Dzmitry Nabokau et Siarhei Kulik |

| 7 février 2021 16h00 | Odense Håndbold        | 25 - 26   | SCM Râmnicu Vâlcea | Sydbank Arena (en), Odense Affluence : 1 Arbitrage : Tomas Barysas et Povilas Petrušis |
| 7 février 2021 16h00 | N. Groot, M. Højlund 6 | (10 - 13) | S. Minevskaja 6    | Sydbank Arena (en), Odense Affluence : 1 Arbitrage : Tomas Barysas et Povilas Petrušis |
| 7 février 2021 16h00 | ×2 ×6                  | Rapport   | ×1 ×5              | Sydbank Arena (en), Odense Affluence : 1 Arbitrage : Tomas Barysas et Povilas Petrušis |

### Journée 14
| 13 février 2021 18h00 | Győri ETO KC | 31 - 24   | CSKA Moscou              | Audi Arena, Győr Arbitrage : Diana-Carmen Ciulei et Anamaria Stoia |
| 13 février 2021 18h00 | V. Lukács 7  | (14 - 13) | P. Vedekhina, E. Ilina 4 | Audi Arena, Győr Arbitrage : Diana-Carmen Ciulei et Anamaria Stoia |
| 13 février 2021 18h00 | ×1           | Rapport   | ×2 ×4                    | Audi Arena, Győr Arbitrage : Diana-Carmen Ciulei et Anamaria Stoia |

| 13 février 2021 18h00 | ŽRK Budućnost Podgorica | 33 - 26   | ŽRK Podravka Koprivnica | Centre sportif Morača (en), Podgorica Affluence : 0 Arbitrage : Georgi Doychinov et Yulian Goretsov |
| 13 février 2021 18h00 | J. Radičević 8          | (13 - 11) | L. Tsàkalou (en) 8      | Centre sportif Morača (en), Podgorica Affluence : 0 Arbitrage : Georgi Doychinov et Yulian Goretsov |
| 13 février 2021 18h00 | ×1 ×4                   | Rapport   | ×3                      | Centre sportif Morača (en), Podgorica Affluence : 0 Arbitrage : Georgi Doychinov et Yulian Goretsov |

| 14 février 2021 16h00 | Borussia Dortmund | 32 - 24   | Odense Håndbold | Helmut-Körnig-Halle (de), Dortmund Affluence : 0 Arbitrage : Denis Bolic et Christoph Hurich |
| 14 février 2021 16h00 | I. Smits 7        | (17 - 12) | L. Abbingh 8    | Helmut-Körnig-Halle (de), Dortmund Affluence : 0 Arbitrage : Denis Bolic et Christoph Hurich |
| 14 février 2021 16h00 | ×1 ×2             | Rapport   | ×1 ×4           | Helmut-Körnig-Halle (de), Dortmund Affluence : 0 Arbitrage : Denis Bolic et Christoph Hurich |

| 14 février 2021 | SCM Râmnicu Vâlcea | 10 - 0 | Brest Bretagne Handball |  |